# Dolichiscus acanthaspidus
Dolichiscus acanthaspidus är en kräftdjursart som beskrevs av Schultz 1981. Dolichiscus acanthaspidus ingår i släktet Dolichiscus och familjen Austrarcturellidae. Inga underarter finns listade i Catalogue of Life.